# Uhrichsville (Ohio)
Uhrichsville es una ciudad ubicada en el condado de Tuscarawas en el estado estadounidense de Ohio. En el Censo de 2010 tenía una población de 5413 habitantes y una densidad poblacional de 742,7 personas por km².

## Geografía
Uhrichsville se encuentra ubicada en las coordenadas 40°24′10″N 81°20′58″O / 40.40278, -81.34944. Según la Oficina del Censo de los Estados Unidos, Uhrichsville tiene una superficie total de 7.29 km², de la cual 7.28 km² corresponden a tierra firme y (0.11%) 0.01 km² es agua.

## Demografía
Según el censo de 2010, había 5413 personas residiendo en Uhrichsville. La densidad de población era de 742,7 hab./km². De los 5413 habitantes, Uhrichsville estaba compuesto por el 96.34% blancos, el 1.37% eran afroamericanos, el 0.15% eran amerindios, el 0.28% eran asiáticos, el 0.02% eran isleños del Pacífico, el 0.26% eran de otras razas y el 1.59% pertenecían a dos o más razas. Del total de la población el 0.83% eran hispanos o latinos de cualquier raza.